# HMS Agamemnon (1852)
HMS Agamemnon (Корабль Её Величества «Агамемнон») — 91-пушечный винтовой линейный корабль 2 ранга. 
Первый британский парусный линейный корабль, на котором паровая машина была предусмотрена по проекту, а не установлена на уже построенный корабль. Назван в честь микенского царя Агамемнона — одного из главных героев «Илиады» Гомера.

## История

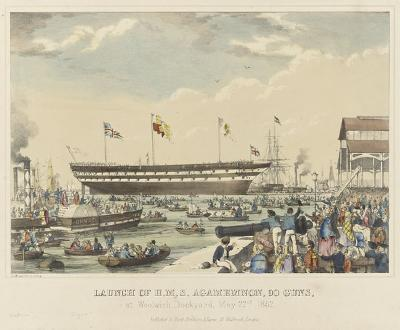
Спуск на воду, 22 мая 1852 года

Заказан Адмиралтейством в 1849 году в ответ на построенный во Франции удачный винтовой линейный корабль Napoléon. Спущен на воду 22 мая 1852 года. Несмотря на наличие паровой машины, нёс полное парусное вооружение.

## Служба

### Крымская война

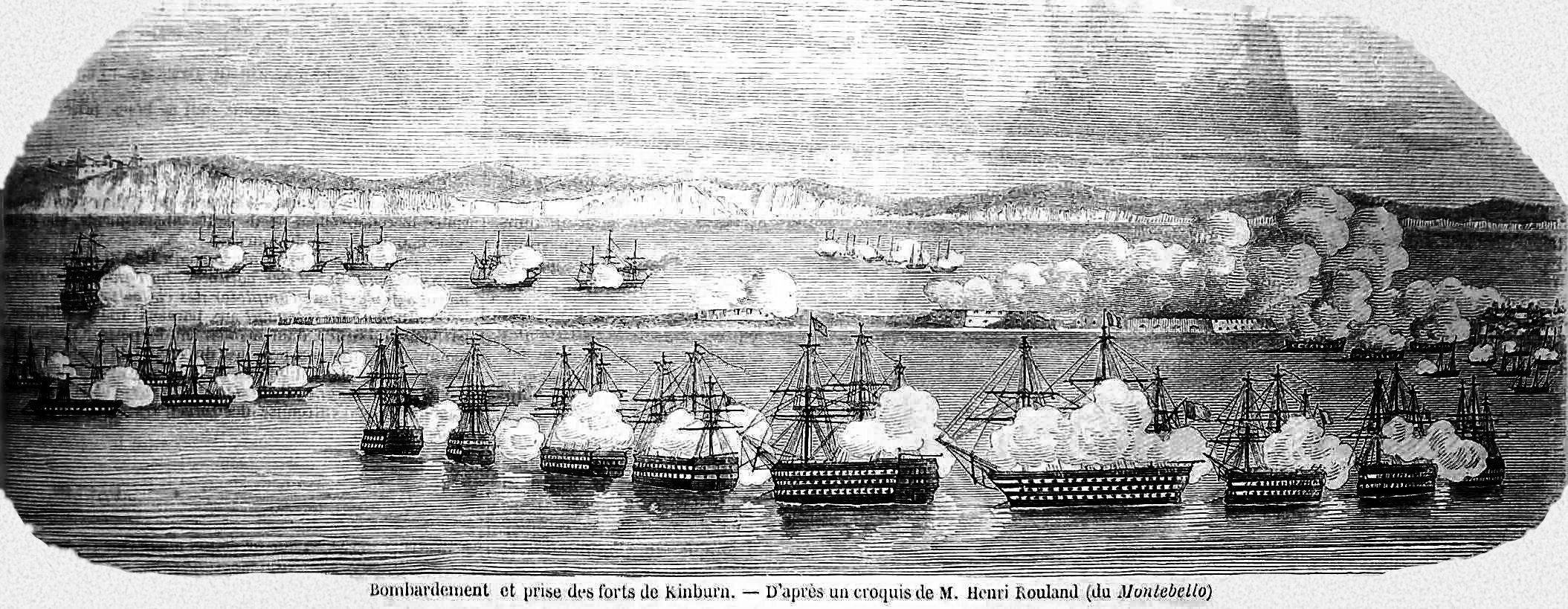
Союзный флот обстреливает форты Кинбурна

Agamemnon был включён в состав Средиземноморского флота. Во время Крымской войны служил флагманским кораблём контр-адмирала Э. Лайонса. 17 октября 1854 года участвовал в бомбардировке Севастополя. Через год, 17 октября 1855 года, вёл огонь по русским батареям на Кинбурнской косе и крепости Кинбурн.

### Прокладка трансатлантического телеграфного кабеля

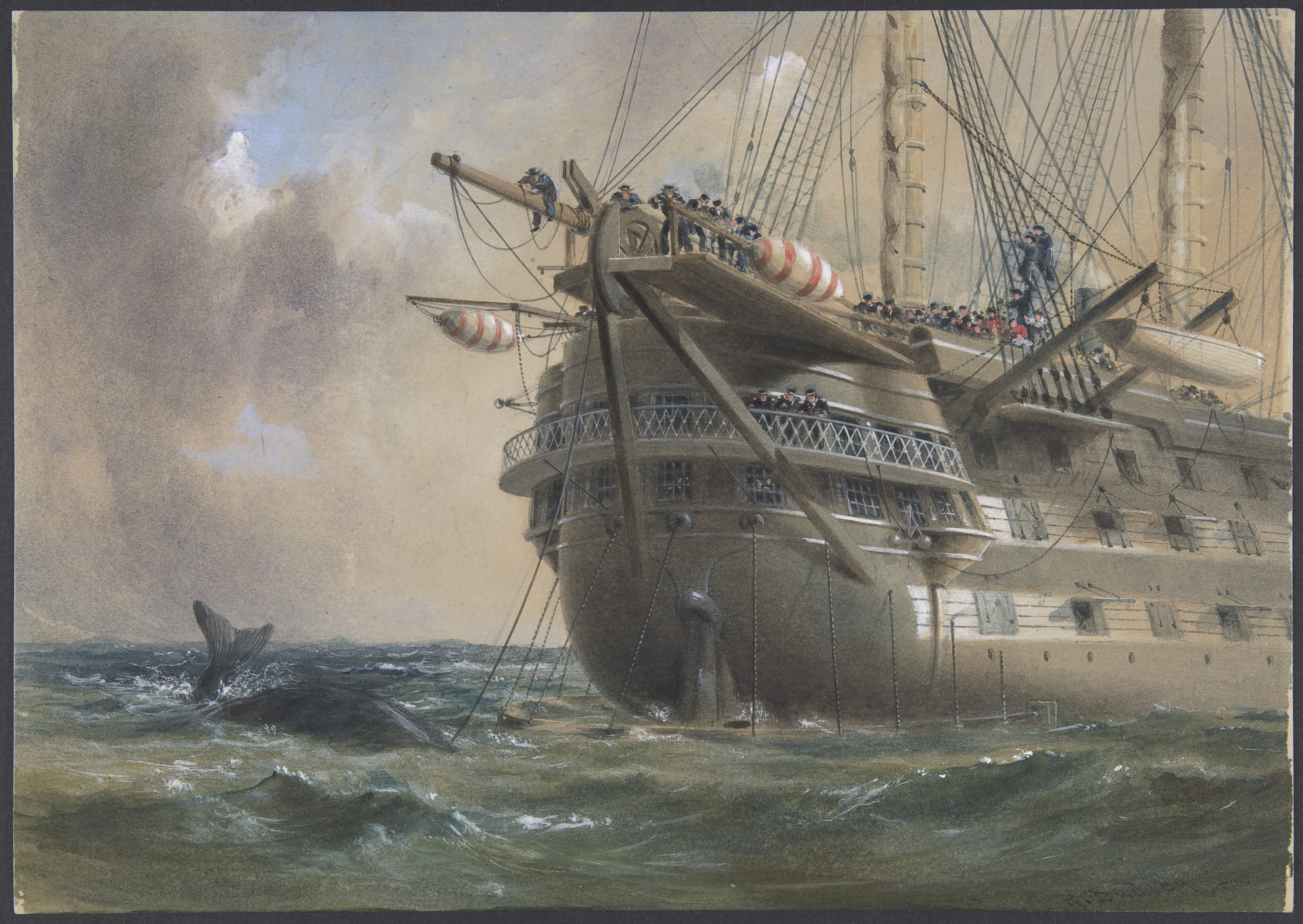
«Агамемнон» прокладывает телеграфный кабель, 1858 год

В 1856 году было создано англо-американское акционерное общество «Atlantic Telegraph Company», целью которого была прокладка трансатлантического телеграфного кабеля —то есть кабеля, проложенного по дну Атлантического океана и предназначенного для обеспечения телеграфной связи Америки с Европой.
Для прокладки кабеля были выделены два корабля: британцы предоставили HMS Agamemnon, американцы — USS Niagara. В 1857 году была предпринята первая попытка, окончившаяся неудачей. Работа была возобновлена через год и 29 июля 1858 года корабли встретились посередине Атлантики и успешно соединили оба отрезка телеграфной линии.

### Конец службы
В 1862 году выведен в резерв. В 1870 году исключён из списков флота.